# معركة النيملان
معركة النيملان من المعارك التاريخية التي هزم فيها المستعمر الفرنسي في موريتانيا وقعت في 17 رمضان 1324 هـ /5 نوفمبر 1906م  في النيملان  بتكانت في موقع استراتجي عسكريا كان من اختيار رجال المقاومة بقيادة الشريف مولاي إدريس بن عبد الرحمن  وهو مكان مرتفع يسمي أجريف يشرف علي مجري الوادي الذي تشابكت أشجاره ليصلح لعمليات الكر والفر والتخفي  وقرب هذا المكان بالذات كانت تمر الطريق الرابط بين تجكجة المجرية السينغال

## خلفية
ومن الأسباب المباشرة للمعركة هو أن مولاي إدريس بن عبد الرحمن المغربي القادم لتوه من اسماره قصد الانضمام إلي المقاومة قد أرسل رسالة إنذار إلي حاكم تجكجة يدعوه إلي الخروج الفوري اللامشروط من تكانت وإن لم يفعل سيخرج بالقوة وقد حررت تلك الرسالة بتاريخ:11 أكتوبر 1906 بمنطقة أغلمبيت 35 كلم شمال غرب النيملان  في الوقت الذي كانت مجموعات :
اديبسات
–أهل سيدي محمود
-السواكر 
–الرعيان
-تجكانت
-مسومة 
تضمر عدائها للنصارى مما جعلها تتبني الفتوى التحررية التي أصدرها الشيخ ماء العينين فأخذت تقترب من تكانت مظهرة الانتجاع لكنها عازمة علي التنفيذ الحرفي لنص رسالة مولاي إدريس لتنضم إلي مجموعة (كنته )التي موهت نفسها من خلال الخطة المحكمة التي دبرها قائد جيشها محمد المختار بن الحامد الذي غالط الفرنسيين وأعلن لهم الولاء فظنوا أنه حليفهم خاصة أنه بدأ يدفع الضرائب ويتظاهر بالعداء لخصومهم في الوقت الذي أنشد يقول:
كبلان يغيلان مارت عن ماه واع             داير من راع وآن مان كاع الراص راع 
وقد صدق حاكم تجكجة النقيب (تيسو) ما ادعاه فمده بالسلاح وهكذا اكتملت الاستعدادات اللوجستية من طرف المقاومة التي ضربت خيامها العسكرية علي الطريق الذي يسلكه بريد الاستعمار لقطع المواصلات وذلك يوم:24-10-1906  وصلت الرسالة إلي تيسو فما كان منه إلا أن أعتقل حاملها وجرده من السلاح وأطلق رصاصة فوق رأسه وخاطبه قائلا هذا هو جوابكم وأعد العدة و عزم علي مباغتة الرجال ليلا بعد أن أرسل إلي قائد كنتة يطلب منه المساعدة فرفض وجهز العدو الطاغية جيشا يتكون من:
-ضابطين برتبة ملازم
-ضابطي صف برتبة رقيب
-1ممرض
-60جنديا       
-15 كوميا    

## المعركة
وانطلق الزحف صوب النيملان بسرية تامة حيث منع عناصره من إيقاد النار أو المصابيح غير أن المقاومة كانت يقظة فقد استطاعت عيونها ملاحظة تحرك جيش العدو وقام الدليل بعملية تضليل للجيش حتى يتمكن المقاومون من الاستعداد وهو ما تم بالفعل وفي صباح :26-أكتوبر 1906 التقي الجمعان حيث وصلت الكتيبة الفرنسية من الشرقية العدوة للوادي وهو مكان مكشوف بينما جماعة مولاي إدريس فقد نصبت كمينها من الناحية الغربية والجنوبية وهي عبارة عن مرتفعات صخرية أما جماعة محمد المختار فهي مكلفة بالتدخل السريع من الناحية الشمالية وهي أشجار وحجارة وما إن تدلي أول الكتيبة الفرنسية صوب منخفض الوادي حتى أمطرت بوابل الرصاص من طرف جماعة مولاي إدريس فضاق الخناق علي الأعداء الذين بدؤوا في التقهقر والفرار غير أن بنادق ولد الحامد ذات الأصل الفرنسي كانت لهم بالمرصاد فدارت عليهم الدائرة وبلغت قلوبهم حناجرهم واحتدم القتال واستعرت نيران مدفع (بتاسارت) الرشاش وثبت المجاهدون ثباتا مستميتا وتعالت تكبيراتهم وبدأ البعض يحرض علي القتال قائلا: (من فاته يوم بدر فليشهد هذا اليوم )  
فهزم العدو شر هزيمة فاحتمي ببعض الصخور لكن دون جدوى فقد تمت مطاردة الفارين حتى تجكجة التي حوصرت قلعتها 24 يوما وقد هلك الضباط الأربعة وهم:الملازم (أندري) الملازم (دفرانسي) الرقيب (أفليرت)الرقيب (أفيليب)
أما الشهداء فمنهم:
- محمد المختار بن سيد أحمد لبات (إدوعيش)
-عثمان بن أعمر بن بكار بن أسويد أحمد(ادوعيش)
-عثمان بن المختار بن عثمان بن الرسول بن أعل بابي
-محمد بن بكار بن الهيبة
-عثمان بن الرسول بن اعل بن بكار بن محمد خونه
-أحمد بن محمدفال بن أحمياده بن الدو بن أحمد بن عمار (أولاد أعل أنتونف)
-حماد بن إجمار (السواكر)
-عالي بن الشيخ القاضي (اجيجبه)
-سيدي محمد بن البيضاوي (تجكانت)
-محمد الاغظف بن الشيخ بن الجودة (لغلال)
-أحمد بن أحمد بن الحسين بن مادي(تندغه)
هكذا تمت إبادة المفرزة الفرنسية بالكامل وقد ورد في بعض البرقيات الفرنسية أن القتال استمر من الثامنة صباحا إلي الحادية عشر وأن الكتيبة اضطرت للقتال متقهقرة نحو تجكجة والخسائر مرتفعة والأوربيون الأربعة قتلوا.

## ما بعد المعركة
إن معركة النيملان التاريخية دليل ساطع وبرهان يقطع الشك باليقين أن الشعب الموريتاني بمختلف أطيافه قادر علي رفع التحدي في أي وقت إذا ما اتحد ففي وقعة النيملان استطاعت القبائل الموريتانية تجاوز الخلافات الداخلية والوقوف صفا واحد أمام عدو لا يرحم شعاره فرق تسد .

تصحيح :
ورد في المقال أعلاه أن المجاهد سيدي محمد ولد البيضاوي استشهد في معركة النيملان، والصحيح أن الذي استشهد في المعركة من أولاد البيضاوي هو العلامة الورع المجاهد : الطالب محمد ولد البيضاوي وهو أخ المذكور في المقال و يكبره سنا , أما سيدي محمد ولد البيضاوي فقد توفي في المشرق وأحفاده الآن في الأردن والسعودية ، وكان أخوهما الأصغر الشاعر محمد محمود ولد البيضاوي قد استشهد كذلك في معركة كردوس بالمغرب في مواجهة مع المستعمر الفرنسي هنالك مع العلامة الولي الصالح الشيخ ماء العينين رحم الله الجميع وأسكنه فسيح جناته .